# ニコラス・モレス・ダ・クルス
ニコラス・カレカ（Nicolas Careca）ことニコラス・モレス・ダ・クルス（ポルトガル語: Nicolas Morês da Cruz、1997年5月18日 - ）は、ブラジルのサッカー選手。ポジションはFW。

## クラブ歴
2014年にグレミオFBPAで選手デビュー。2017年にフィゲイレンセFCに、2018年にオエステFCに期限付き移籍をした。